# Björn Leukemans
Björn Leukemans (Deurne, 1º luglio 1977) è un ex ciclista su strada belga, specialista delle classiche, professionista dal 2000 al 2015.

## Carriera
Leukemans corse da dilettante con la squadra belga Mapei-Saeco. Nel 1999 si classificò sesto al campionato del mondo su strada nella categoria Under-23 e decimo nel campionato europeo. Passò professionista nel 2000 con un'altra squadra belga, la Vlaanderen 2002. Il suo primo successo da professionista fu una tappa del Dekra Open Stuttgart. Negli anni seguenti cambiò squadra varie volte, senza ottenere risultati di grande rilievo, a parte un quarto posto alla Parigi-Roubaix nel 2007.
Nel 2007, mentre era sotto contratto con la Predictor-Lotto, venne trovato positivo al testosterone in un controllo antidoping effettuato appena prima del campionato del mondo su strada. Leukemans sostenne che tale positività era dovuta all'uso di una pomata prescrittagli dal medico della squadra, ma non venne creduto: venne perciò licenziato dalla Predictor e squalificato per due anni a partire dal gennaio 2008. La condanna gli venne in seguito ridotta a sei mesi. Poté così riprendere a correre, seppur senza un contratto.
Nel 2009 venne ingaggiato dalla Vacansoleil. Con la nuova squadra vinse una tappa dell'Étoile de Bessèges e ottenne buoni piazzamenti in molte corse, come un ottavo posto al Giro delle Fiandre e un quinto nel campionato belga su strada. L'anno seguente si classificò quarto al Giro delle Fiandre e sesto alla Parigi-Roubaix, e vinse il Tour du Limousin e la Druivenkoers. Nel 2012 e nel 2013, sempre in maglia Vacansoleil, si aggiudicò rispettivamente la sua terza e quarta Druivenkoers consecutiva, eguagliando il record di successi di Roger De Vlaeminck.
Nel 2014, con la dismissione della Vacansoleil, si trasferì alla Wanty-Groupe Gobert, con cui si classificò nono al Giro delle Fiandre. Al termine del 2015 annunciò il ritiro dall'attività dopo sedici stagioni nel professionismo.

## Palmarès
- 1999 (Dilettanti Under-23)

2ª tappa Vuelta a Navarra
- 2000 (Vlaanderen 2002-Eddy Merckx, una vittoria)

2ª tappa Dekra Open Stuttgart
- 2002 (Palmans-Collstrop, una vittoria)

3ª tappa Międzynarodowy Wyścig Solidarności i Olimpijczyków
- 2004 (Palmans-Collstrop, una vittoria)

5ª tappa Giro del Belgio
- 2007 (Predictor-Lotto, una vittoria)

4ª tappa Giro d'Austria
- 2009 (Predictor-Lotto, una vittoria)

4ª tappa Étoile de Bessèges (Allègre-les-Fumades > Allègre-les-Fumades)
- 2010 (Vacansoleil, una vittoria)

Druivenkoers
- 2011 (Vacansoleil-DCM Pro Cycling Team, tre vittorie)

1ª tappa Tour du Limousin
Classifica generale Tour du Limousin
Druivenkoers
- 2012 (Vacansoleil-DCM Pro Cycling Team, una vittoria)

Druivenkoers
- 2013 (Vacansoleil-DCM Pro Cycling Team, una vittoria)

Druivenkoers
- 2014 (Wanty-Groupe Gobert, una vittoria)

1ª tappa Tour du Limousin (Limoges > Brive-la-Gaillarde)
- 2015 (Wanty-Groupe Gobert, due vittorie)

Ronde van Limburg
Grote Prijs Jef Scherens

## Piazzamenti

### Grandi Giri
- Giro d'Italia

2005: 106º
- Tour de France

2011: fuori tempo (19ª tappa)
- Vuelta a España

2006: 93º
2009: ritirato

### Classiche monumento
- Milano-Sanremo

2006: 26º
2007: 88º
2012: 23º
- Giro delle Fiandre

2001: 86º
2002: 36º
2007: 20º
2009: 8º
2010: 4º
2011: 7º
2012: 14º
2013: 18º
2014: 9º
2015: 27º
- Parigi-Roubaix

2007: 4º
2009: 41º
2010: 6º
2011: 13º
2013: 16º
2014: 15º
2015: 19º
- Liegi-Bastogne-Liegi

2002: 87º
2003: 87º
2004: 30º
2005: 86º
2006: 41º
2011: 9º
2013: 28º
2014: ritirato
2015: 53º
- Giro di Lombardia

2005: ritirato
2006: non partito
2012: ritirato

### Competizioni mondiali
- Campionati del mondo

Verona 1999 - In linea Under-23: 6º
Madrid 2005 - In linea Elite: 27º
Stoccarda 2007 - In linea Elite: 13º
Melbourne 2010 - In linea Elite: 20º
Copenaghen 2011 - In linea Elite: 52º
Limburgo 2012 - In linea Elite: 26º
Toscana 2013 - In linea Elite: ritirato